# 아이케어
아이케어(영어: iCARE)는 2014년부터 현대자동차그룹이 진행하고 있는 아동학대예방 사회공헌 사업이다.

## 상세
아이케어는 아동학대 예방 및 근절을 위해 실시하는 민관 공동협력 아동학대 인식개선 사업이다. 2014년부터 현재까지 아동학대 신고 출동차량 아이케어카 총 136대가 아동보호전문기관에 제공 중이며, 2019년부터는 아이케어 캠페인이 진행됐다. 또한, 이노션 월드와이드와 협업을 통해 아동학대 근절 광고 공모전을 함께 진행하고 있다.

## 연혁

### 아이케어카 (2014년 ~ 2018년)
- 일시: 2014년 ~ 2018년
- 내용 : 아동보호전문기관에 아이케어카 차량 78대 지원

### 아이케어 (2019년 ~ 현재)
아이케어카 차량 지원, 아동학대 근절 광고 공모전 주최, 아이케어 캠페인 콘텐츠 제작

#### 2019 아이케어 캠페인
- 일시: 2019년 10월 2일
- 주제: 아이의 마음을 바로보다
- 구성: 총 3편 ( 올바로 사랑 / 똑바로 시선 / 곧바로 행동 편)
- 내용:   올바로 사랑 편 - 부모의 올바른 언행이 바탕이 된 훈육이 아이를 향한 사랑임을 강조  똑바로 시선 편 - 아이들이 생각하는 사랑은 아이들의 눈높이에서 함께 어울리는 것임을 강조  곧바로 행동 편 - 아동학대가 의심될 경우 고민없이 바로 신고할 것을 강조

#### 2020 아이케어 캠페인
- 일시: 2020년 11월 19일
- 주제: 학대의 기준, 어른과 아이 모두에게 똑같습니다
- 구성: 총 4편 ( 사랑의 매 / 밥이 넘어가 / 나가 있어 / 누굴 닮아 이 모양이야 편)
- 내용: 아이가 집에서 쉽게 겪을 수 있는 상황들을 바탕으로 구성 / 학대의 기준은 어른과 아이 모두에게 똑같으며, 따라서 아이도 어른과 같이 존중할 것을 강조

#### 2021 아이케어 캠페인[3][4]
- 일시: 2021년 11월 19일
- 주제: 아이의 눈높이에서 아이레벨 & 사랑의 매는 없습니다
- 구성: 총 3편 (옷입기 / 식사시간 / 공공장소 편)
- 내용:  각 상황에 맞는 올바른 솔루션 제시 및 SNS 손글씨 캠페인 참여 독려  옷입기 편 - 아이의 눈높이에 맞춰 아이 스스로의 결정을 존중해 줄 것을 강조  식사시간 편 - 부모의 말이 아이에게 상처가 될 수 있으며, 아이와 규칙을 만듦으로써 아이의 눈높이에서 해결할 것을 강조  공공장소 편 - 아이를 혼자 두지 말고, 아이의 눈높이에 맞춰 공공장소 예절을 교육해야 함을 강조

## 같이 보기
현대자동차그룹